# Desperate Desmond Almost Succeeds
Desperate Desmond Almost Succeeds è un cortometraggio muto del 1911 diretto da Thomas Ricketts (Tom Ricketts).

## Produzione
Il film fu prodotto dalla Nestor Film Company.

## Distribuzione
Distribuito dalla Motion Picture Distributors and Sales Company, il film - un cortometraggio di una bobina - uscì nelle sale cinematografiche statunitensi l'11 novembre 1911.